# Enfants placés
Le placement des enfants correspond à la prise en charge d'un mineur en dehors de son foyer familial, qui se trouve alors confié à une institution ou à une famille d'accueil, souvent sur décision administrative ou judiciaire. Cette procédure est notamment enclenchée lorsqu'il est impossible pour les parents d'exercer leur fonction (décès, maladie, maltraitances...). Parfois nécessaire, la séparation peut engendrer chez les enfants placés un certain nombre de souffrances morales et psychologiques, aggravées en cas de dysfonctionnement de l'institution ou de la famille d'accueil. 

## Protection de l'enfance
Le placement de l’enfant répond à la fois à la nécessité de le séparer d'une situation indésirable, comme l'indigence d'une famille ou un abandon, et de le situer, de lui donner un lieu où grandir et se développer. Si les aspects juridiques et institutionnels diffèrent selon les pays, la Convention européenne des droits de l’Homme (CEDH) et l’article 7 de la Convention internationale des droits de l’enfant (CIDE) donnent des lignes directrices en matière de droit de la famille et de l'enfant, en plus des juridictions locales. La CIDE reconnaît notamment le droit à l'enfant d'être élevé par ses parents et la responsabilité de ceux-ci à l'égard de leur progéniture. Néanmoins, l'intérêt supérieur de l'enfant peut justifier le retrait de la garde parentale afin de le préserver de toute forme de mauvais traitement.
Des procédures d'évaluation du danger encouru par l'enfant peuvent aider à se prononcer sur l'opportunité d'un placement. Le découplage de l'évaluation et de la prise de décision permet de prendre du recul par à rapport à une situation de crise familiale et de ne pas faire retomber toute la responsabilité du placement sur les évaluateurs.  
L'évaluation consiste à croiser les informations recueillies à propos des conditions d'existence et du vécu de l'enfant aux critères retenus par des professionnels. L'assemblage des observations et des témoignages facilite l'identification des faits et de leur interprétation. Sans pouvoir prétendre à la rigueur d'une démarche scientifique, la méthode d'évaluation suppose de croiser des repères qualitatifs et quantitatifs indiquant des niveaux de bien-être, de risque et de dangers (signes de défaillances parentales, symptômes d'une souffrance, etc.). Il importe de rester focaliser sur la situation de l'enfant (par différence à celle de son entourage) et de pondérer l'analyse par la prise en compte des capacités parentales et de l’environnement dans son ensemble
.
La séparation constitue une épreuve, voire un traumatisme et une détresse pour les enfants en bas âge, comme l'expliquent les travaux des théoriciens de l’attachement comme John Bowlby et de Jenny Aubry sur les liens affectifs entre mères et nourrissons.  Il n'est donc opportun que lorsque son caractère protecteur est avéré. Cela suppose également de prévenir les risques de maltraitance dans les lieux d'accueil de l'enfant. Au nombre des dysfonctionnements et des dérives liées au placement, il existe, outre le retrait injustifié à l'égard d'une mauvaise perception du risque encouru par l’enfant : la séparation injustifiée des fratries, la multiplication et la brutalité des placements, le déni du droit de visite sans raison valable ou l’éloignement abusif de la famille.

## Procédures administratives et judiciaires
Si modalités de placement diffèrent d'un pays à l'autre, il s'accompagne généralement d'une évaluation de la situation de l'enfant, qui se trouve alors confié à une famille d'accueil ou à un établissement, avec maintien ou non des liens familiaux. Les formes des institutions peuvent prendre des formes variées par leur taille, leur mode de prise en charge et leur fonctionnement interne. Les orphelinats de plus de 150 lits n'apportent généralement pas la même qualité d'accueil que les maisons d'enfants, qui elles-mêmes varient selon leur visée sanitaire ou sociale.
En France, le placement résulte d'une décision administrative ou judiciaire dans le cadre de la politique de protection de l'enfance. L'intervention administrative relève de l’Aide sociale à l'enfance. Elle résulte de la demande des parents ou plus fréquemment d'une information préoccupante, c'est-à-dire d'un signalement à propos d'une situation jugée dangereuse pour l’enfant. Le juge des enfants recourt au placement des mineurs délinquants comme une mesure éducative : la surveillance est associée à des objectifs tels que l'apprentissage d'un métier et l'amélioration de la socialisation.
En Belgique, chaque communauté a sa propre politique et sa propre structure, mais deux décrets de 1990 et 1991 offrent certains principes communs à la protection de l'enfance comme :
- l'aide et la protection de l'enfant mais aussi l'aide aux parents ne sachant pas prendre leur enfant en charge.
- la priorité donnée au maintien de l'enfant dans une famille.
- la « déjudiciarisation », le juge n'intervenant que lorsque les services de protections n’arrivent pas à un accord avec les parents.

La protection de l’enfance en Allemagne est également administrative et judiciaire. Le Jugendamt (Office de la jeunesse)s'occupe du volet administratif. Par différence avec le droit français, le rapport d'enquête est automatique et l'institution peut prendre part au procès lors d'une procédure d'enfance en danger. Elle est responsable du placement des enfants, sauf dans le cadre privant des libertés (dans un foyer éducatif fermé ou une clinique psychiatrique) qui suppose l’intervention d'un juge de la famille. Le Jugendamt se charge des appointements des familles d'accueil et sous-traite à des organismes privés les autres formes de placement.
Au Royaume-Uni, lorsque l’autorité locale est chargée de retirer l’enfant de la famille après les tentatives infructueuses pour le maintenir dans le foyer dans des conditions propices à son épanouissement, elle peut organiser l'hébergement volontaire de l’enfant ou demander une ordonnance de surveillance (supervision order), de placement (care order) ou de placement en vue de l’adoption (placement order). L'hébergement volontaire permet de soulager les parents d'une incapacité temporaire à exercer leur rôle selon l'accord prévu par la section 20 du Children Act 1989. Les procédures de placement contraignantes assurent la représentation judiciaire des parents et de l’enfant. L'hébergement sécurisé est une solution de dernier ressort lorsque l’enfant est hors de contrôle et qu'il représente un risque pour autrui comme pour lui-même. Au 31 mars 2012, 90 000 enfants étaient pris en charge par une autorité locale, avec une surreprésentation des minorités ethniques.
Au Canada, la législation en matière de protection de l’enfance diffère selon les provinces. Un agent provincial ou une organisation mandatée intervient en cas de signalement. Les enfants sont placés en famille d'accueil, en foyers de groupe financés par l'État ou en centres résidentiels. Les enfants autochtones sont surreprésentés parmi les mineurs pris en charge par les services de la protection de l’enfance.

## Place des parents
Le maintien des relations entre l'enfant placé et ses parents n’a pas toujours été considéré comme essentiel d'un point de vue développemental et psychologique. Les travaux de René Spitz ont en premier lieu montré les conséquences psychopathologiques des carences affectives à l'égard des nourrissons. Plus directement, Bowlby a décrit l'importance des figures d'attachement dans la construction de l'enfant et la maîtrise de son environnement. Dès lors qu'il a nourri un sentiment d'appartenance et de filiation à l'égard des personnes qui ont répondu à ses comportements d'attachement, la séparation soudaine avec ces dernières ne peut se produire sans dommage. Néanmoins, « l'idéologie du lien »  consistant en une survalorisation des liens familiaux amène à maintenir des relations toxiques entre enfants et parents. L'enfant peut être pris dans un conflit de loyauté qui l'incite à se rendre responsable de la maltraitance qu'il subit ou à refuser voir ses parents sous un mauvais jour.

## Psychopathologie
Le placement peut permettre de séparer les enfants de parents défaillants sur le plan éducatif et affectif, d'autant plus lorsque ceux-ci ne parviennent pas à corriger un comportement problématique. Néanmoins, si la séparation protège de la maltraitance, elle ne soigne pas les difficultés psychiques qui en découlent. Dans ce contexte, les enfants peuvent avoir tendance à idéaliser leurs parents malgré leur nocivité, afin de se protéger de l'idée de dépendre de parents angoissants ou terrifiants.
La santé mentale des enfants placés est souvent fragilisée par un parcours de vie et un environnement chaotiques antérieurs à leur placement. Une revue de la littérature en France montre que, pour une même classe d'âge, ils sont davantage sujets à des troubles du comportement, aux addictions et aux comportements suicidaires. La précocité et la stabilité du placement semblent être cependant des facteurs de protection psychique.

## Devenir des enfants placés
Jusque dans les années 1980, la recherche s'est surtout focalisée sur les facteurs de risque. Le placement paraît alors comme un héritage négatif révélé par une plus grande propension à la délinquance ou à l'alcoolisme. Les études anglaises en épidémiologie psychiatrique montrent ainsi une prévalence de problèmes de santé plus importante chez les ex-placés. Néanmoins, les études disposant de groupes témoin et de comparaisons internes présentent des résultats plus nuancés. La prise en compte de variables plus neutres comme le cursus scolaire, l'emploi, le logement et les relations sociales montrent une meilleure insertion avec l'âge.

### Liens connexes
- Protection de l'enfance
- Droits de l'enfant
- Défenseur des enfants (France)

#### Cas historiques problématiques
- Aborigènes d'Australie: Générations volées
- Amérindiens du Canada : Pensionnat autochtone au Canada
- Argentine : Affaire des enfants volés sous la dictature argentine, Grands-mères de la place de Mai*
- Enfants réunionnais: Enfants de la Creuse, Bureau pour le développement des migrations dans les départements d'outre-mer (BUMIDOM)
- Royaume-Uni: 
  - Les Enfants volés d'Angleterre
- Suisse: Enfants placés (Suisse) (Verdingkinder)
- Yéniches: Les Enfants de la grand-route (Pro Juventute)

#### Filmographie
- L'Enfance nue (film, Maurice Pialat, 1968)
- Australia (film, 2008)
- L'Enfance volée (film, 2011)
- La Tête haute (film, 2015)
- L'Enfant de personne (téléfilm, 2021)
- Le Chemin de la liberté (film, 2022)
- Placés (film, 2022)

#### Littérature
- Lyes Louffok, Sophie Blandinières, Dans l'enfer des foyers, Flammarion, 2014  (ISBN 2081293749)
- Mokhtar Amoudi, Les Conditions idéales, Éditions Gallimard, 2023  (ISBN 9782072999598)